# Boophis sibilans
A Boophis sibilans a kétéltűek (Amphibia) osztályába, a békák (Anura) rendjébe és az aranybékafélék (Mantellidae) családjába tartozó faj.

## Előfordulása
Madagaszkár endemikus faja.  A sziget északkeleti részén, Andasibe környékén honos, 900 m-es tengerszint feletti magasságban,  a Réserve Spéciale d’Analamazaotra természetvédelmi területen, érintetlen esőerdőkben.

## Megjelenése
Közepes nagyságú, fán élő békafaj. A hímek hossza kb. 30 mm, a nőstényeké ismeretlen. Háta zöld színű, számos apró fehéres folttal tarkítva. Hátán, fején és az orrnyílása környékén fekete pigmentáció figyelhető meg. Hasi oldala fehéres színű, középen sárgás, torka kékes. hátának oldalsó részén sárgás sávval. Írisze bézs színű, barnás árnyalattal, körülötte kék színnel. Karja alsó részén fehér hosszanti redők láthatók. Írisze sárgás, szimmetrikus vöröses mintázattal. Háti bőre sima. Hallószerve alig kivehető. A hímeknek hüvelykvánkosuk és hanghólyagjuk van.
Nagyon hasonló a Boophis albipunctatus fajhoz, ám annak kevesebb sötét folt látható a hátán, és másféle hangot ad.

## Természetvédelmi helyzete
A faj egyedszámának változásáról még nincsen elegendő adat. Fő veszélyt élőhelyének elvesztése jelenti a mezőgazdasági tevékenység, a fakitermelés, a legeltetés és területének töredezettsége következtében.